# Entionella monensis
Entionella monensis är en kräftdjursart som beskrevs av Hartnoll 1960. Entionella monensis ingår i släktet Entionella och familjen Entoniscidae. Inga underarter finns listade i Catalogue of Life.